# 賀竜体育中心
長沙賀竜体育中心（ちょうさがりゅうたいいくちゅうしん、簡体字中国語: 贺龙体育中心、英: Helong Sports Centre、新世紀文化中心）は、中華人民共和国の湖南省長沙市にある多目的スタジアムである。スタジアム名は、湖南省出身の軍人で国家体育運動委員会の主任もつとめた賀竜にちなんでいる。

## 概要
1952年に現在のスタジアムの原型となる湖南省労働人民体育場が設立された後、1984年に長沙体育場と改名、1987年に大規模な改修工事が行われ現在のスタジアムが完成した。
スタジアムの総敷地面積は150,000平方メートル、収容人数は55,000人。
主にサッカーの試合に用いられる。中国サッカー・スーパーリーグに所属する長沙金徳が2010年までホームスタジアムとして使用していた。
陸上トラックとサッカーコートを完備した賀竜体育場の他に、6,500人を収容でき、室内競技全般に使用可能な賀竜体育館が隣接しており、全体で賀竜体育中心を構成している。
2012年9月16日には、このスタジアムで張恵妹のワールドツアーコンサートが行われた。
2017年3月23日、2018 FIFAワールドカップ・アジア3次予選のサッカー中国代表戦が開催された。

## 交通アクセス
長沙地下鉄1号線の侯家塘駅よりタクシーで約5分。